# John Parrott
John Parrott (Liverpool, 11 de mayo de 1964) es un jugador profesional de snooker inglés, ganador de nueve títulos de ranking, entre los que destacan el Campeonato del Mundo de la temporada 1990/91 y el Campeonato de Reino Unido de la temporada 1991/92.